# Almirante Mayor de Castilla
El almirante mayor de Castilla o simplemente almirante de Castilla era el oficial del rey de Castilla al frente de la Armada. Fue una dignidad creada en 1247 y que perduró hasta el año 1705.

## Orígenes y evolución del título
El título de almirante de Castilla fue creado por el rey Fernando III el Santo en 1247 para la toma de Sevilla, nombrando a Ramón de Bonifaz para ese cargo. Este título se encontraba revestido de gran autoridad, poder y preeminencias, que aparecen especificadas por Alfonso X el Sabio en la segunda Partida de las Leyes; en ella se decía que quien fuese elegido, había de llegar ante el rey ataviado con valiosas vestiduras de seda, recibir un anillo en la mano derecha, en señal de la honra que se le hacía, una espada representando el poder delegado, y un estandarte con la armas reales por acabdillamiento otorgado en representación del monarca.
El almirante residía ordinariamente en Sevilla, por estar allí las Atarazanas Reales y ser lugar donde se armaban y organizaban las flotas y radicar allí también el tribunal especial marítimo. Entre las múltiples atribuciones y facultades del almirante, figuraban tener voz y voto de calidad en el Consejo de Castilla.
Desde 1405 hasta 1705, año en que este cargo desaparece, se constituyó en patrimonio de los Enríquez, descendientes del infante Fadrique Alfonso de Castilla, hijo natural del rey Alfonso XI el Justiciero. Alfonso Enríquez, por concesión de Enrique III, fue el primero de esta familia que ostentó el Almirantazgo.
En el siglo XV, durante el reinado de los tres últimos Trastámara, la institución del Almirantazgo se transforma: «el Almirante pasa a ser un palaciego que intriga para acrecentar sus preeminencias». Las funciones de servicio a la Corona perdieron importancia frente a la mera obtención de ingresos para la familia Enríquez. El almirante de Castilla dejó de participar personalmente en las guerras navales, a la vez que la marina de guerra castellana se transformaba, reemplazando las galeras reales por veleros privados contratados para cada campaña. El afán recaudatorio de los Enríquez les llevó a conflictos con los nobles andaluces, con la ciudad de Sevilla e incluso con la propia Corona.
En 1726 después de un corto intervalo, sin haberse hecho nuevo nombramiento de tal dignidad, Felipe V acordó no proveerla, y en 1737 fundió los almirantazgos españoles en la suprema jerarquía de almirante general de la Armada, concedida al infante don Felipe.

## Almirantes de Castilla
La siguiente es una lista de las personalidades que ostentaron esta dignidad:
| Almirante                          | Notas |
| Ramón de Bonifaz                   | Fue I almirante de Castilla desde 1247.                                                                                     |
| Ruy López de Mendoza               | Ostentó esta dignidad entre 1253 y 1262.                                                                                    |
| Fernando Gutiérrez                 | Entre 1262 y 1269. |
| Pedro Laso de la Vega              | Fue IV almirante de Castilla desde 1269, y su almirante subalterno de la costa de Andalucía era Pedro Martínez de Fee.      |
| Payo Gómez Chariño                 | |
| Pedro Ruiz de Castañeda            | |
| Nuño Díaz de Castañeda             | Hermano del anterior. Muerto en 1293.                                                                                       |
| Benito Zacarías                    | Genovés. Muerto en 1295. |
| Juan Mathé de Luna                 | Fue IX almirante de Castilla y murió en 1299.                                                                               |
| Fernán Pérez Maymon                | |
| Alonso Fernández de Montemolín     | Sevillano. |
| Alvar Pérez                        | Falleció en 1304. |
| Diego García de Toledo             | Señor de Magan y de Mejorada.                                                                                               |
| Diego Gutiérrez de Cevallos        | Fue XIV almirante de Castilla desde 1303.                                                                                   |
| Bernal de Soria                    | Entre 1307 y 1311. |
| Gilberto de Castelnou              | Italiano. |
| Alonso Jofre Tenorio               | I señor de Moguer. Nació en 1292 y murió en combate en 1340.                                                                |
| Alonso Ortiz Calderón              | Gran Prior de la orden de San Juan. Renunció en 1341.                                                                       |
| Egidio Boccanegra                  | Genovés. Ejecutado en 1367.                                                                                                 |
| Ambrosio Bocanegra                 | Genovés. Hijo del anterior. Murió en 1373.                                                                                  |
| Fernando Sánchez de Tovar          | Murió durante el sitio de Lisboa en 1384.                                                                                   |
| Juan Fernández de Tovar            | Hijo del anterior. Señor de Berlanga. Murió en la batalla de Aljubarrota de 1385.                                           |
| Rui Díaz de Mendoza                | Señor de Mendivil. Muerto en 1390.                                                                                          |
| Álvaro Pérez de Guzmán             | Nombrado el 29 de abril de 1391, en el cargo hasta 1393.                                                                    |
| Diego Hurtado de Mendoza           | Muerto en julio de 1404. |
| Alfonso Enríquez                   | I señor de Medina de Rioseco, hijo del infante Fadrique de Castilla. Murió en 1429.                                         |
| Fadrique Enríquez                  | II señor de Medina de Rioseco. Hijo del anterior.                                                                           |
| Alonso Enríquez                    | Hijo del anterior. Murió en 1485.                                                                                           |
| Fadrique Enríquez de Velasco       | Hijo del anterior. Murió sin sucesión en 1538.                                                                              |
| Fernando Enríquez de Velasco       | Hermano del anterior. Murió en 1542.                                                                                        |
| Luis Enríquez y Téllez-Girón       | Hijo del anterior. Murió en 1572.                                                                                           |
| Luis Enríquez de Cabrera           | Hijo del anterior. Muerto en 1596.                                                                                          |
| Luis Enríquez de Cabrera y Mendoza | Hijo del anterior. Muerto en 1600.                                                                                          |
| Juan Alfonso Enríquez de Cabrera   | Hijo del anterior. Murió en 1647.                                                                                           |
| Juan Gaspar Enríquez de Cabrera    | Hijo del anterior. Murió en 1691.                                                                                           |
| Juan Tomás Enríquez de Cabrera     | Hijo del anterior. Felipe V le despojó de sus cargos por haber tomado el partido austracista durante la guerra de sucesión. |